# Západní Indie

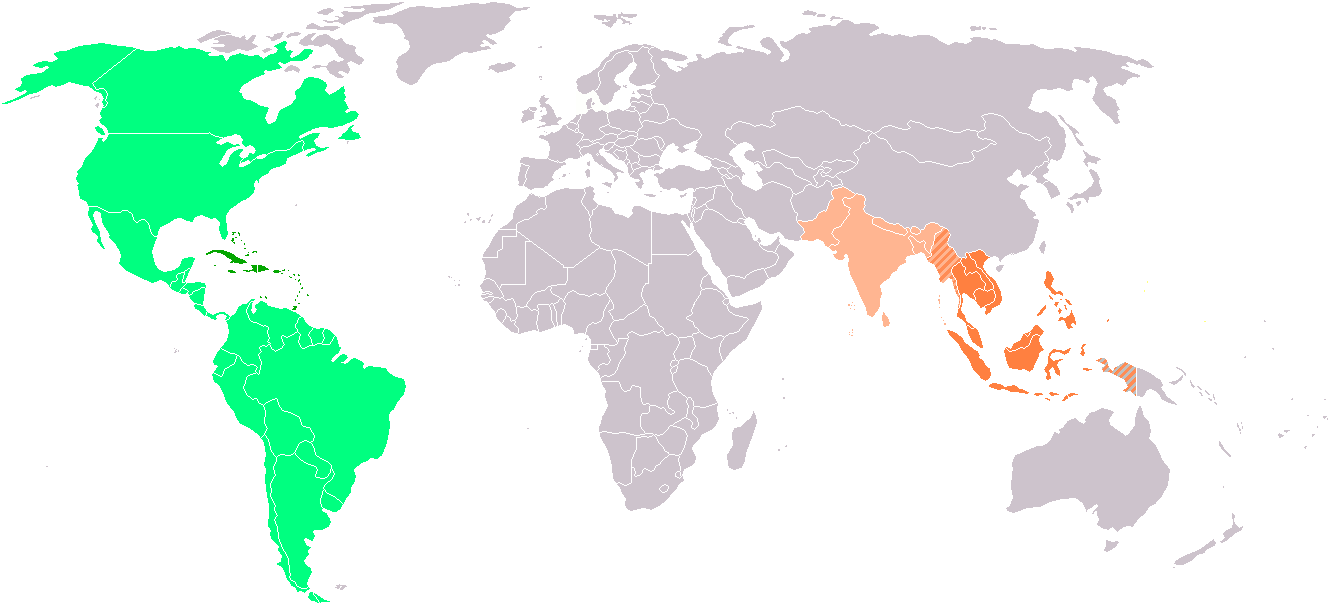
Západní Indie:
Západní Indie, nejběžnější koncept
Západní Indie, širší koncept
Východní Indie:
Východní Indie, nejběžnější koncept
Východní Indie, širší koncept

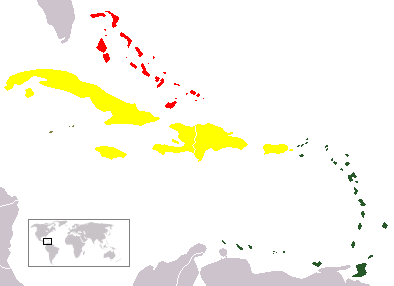
region označovaný jako Západní Indie:
Bahamské souostroví
Velké Antily
Malé Antily

Západní Indie je historické souhrnné pojmenování pro antilské ostrovy a bahamské souostroví, v širším pojetí pak celého amerického kontinentu. Pojem Západní Indie vznikl na počátcích evropské kolonizace Ameriky, když byl Kryštof Kolumbus přesvědčen, že objevil západní cestu do Indie. Výraz Západní Indie se píše s velkým písmenem Z pro odlišení karibské oblasti od západní části indického subkontinentu.
I přes cizojazyčné názvy (anglický výraz West Indies či španělský Indias Occidentales), které jsou v plurálu, v češtině je běžnější název Západní Indie v singuláru (ta Západní Indie, nikoli ty Západní Indie).